# Хамилтон Сити (Калифорнија)
Хамилтон Сити (енгл. Hamilton City) насељено је место без административног статуса у америчкој савезној држави Калифорнија.

## Демографија
По попису из 2010. године број становника је 1.759, што је 144 (-7,6%) становника мање него 2000. године.
| Група             | 2000.         | 2010.         |
| Белци             | 330 (17,3%)   | 221 (12,6%)   |
| Афроамериканци    | 7 (0,4%)      | 18 (1,0%)     |
| Азијати           | 6 (0,3%)      | 15 (0,9%)     |
| Хиспаноамериканци | 1.533 (80,6%) | 1.489 (84,7%) |
| Укупно            | 1.903         | 1.759         |